# Moravské Málkovice
Moravské Málkovice (deutsch Mährisch Malkowitz, früher Malkowitz) ist eine Gemeinde in Tschechien. Sie liegt acht Kilometer südöstlich von Vyškov und gehört zum Okres Vyškov.

## Geographie

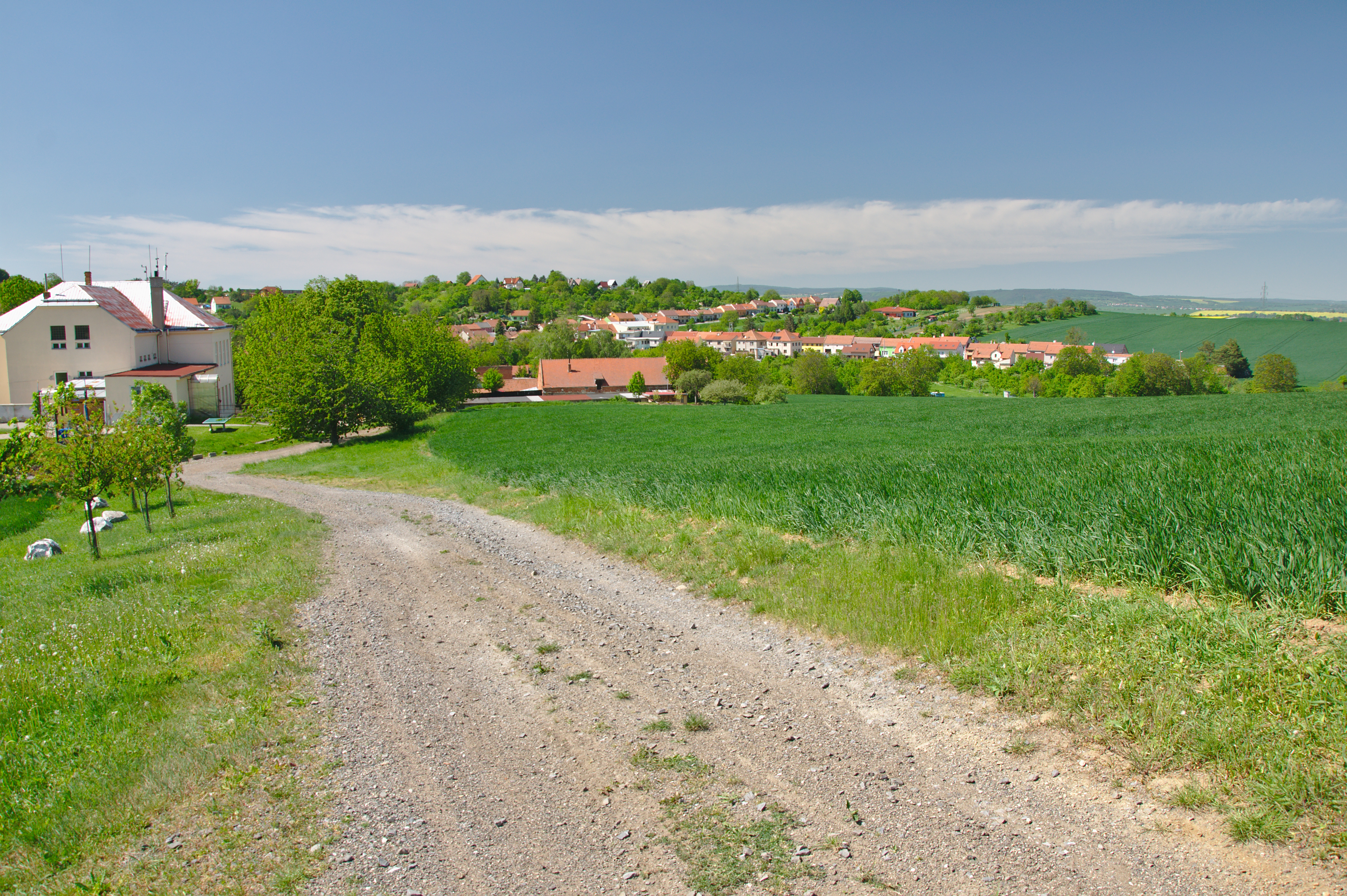
Ortsansicht

Moravské Málkovice befindet sich in den nördlichen Ausläufern der Litenčické vrchy. Das Dorf befindet sich in der Talmulde des Baches Medlovický potok bzw. Lysý potok. Südöstlich erhebt sich die Lopata (429 m) und im Südwesten die Lysá hora (361 m).
Nachbarorte sind Medlovice im Norden, Švábenice und Dětkovice im Nordosten, Pačlavice und Pornice im Osten, Zdravá Voda, Lhota, Boří za Zdravou Vodou und Vanovsko im Südosten, Orlovice im Süden, Vážany im Südwesten, Moravské Prusy und Boškůvky im Westen sowie Topolany und Rybníček im Nordwesten.

## Geschichte

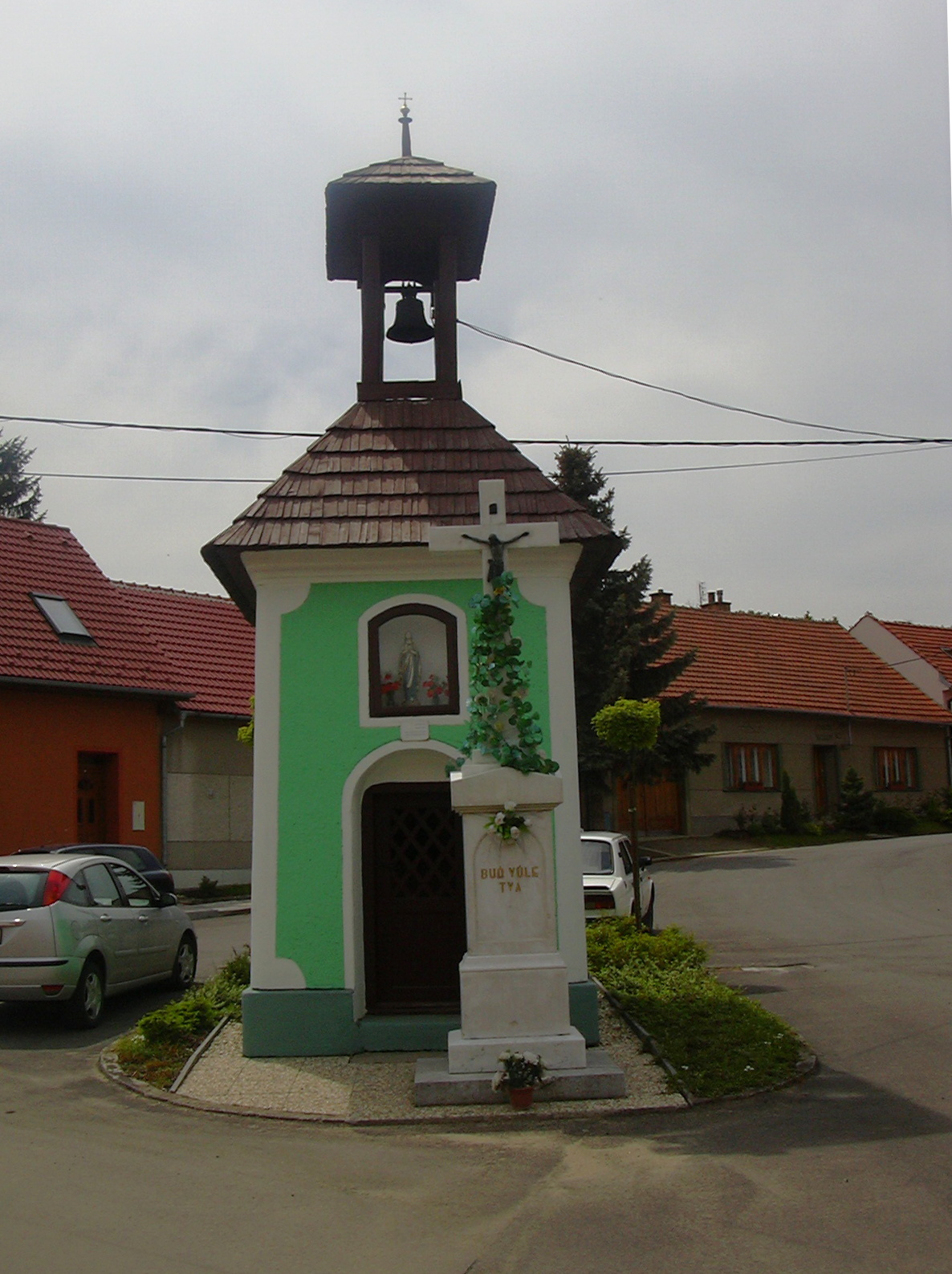
Glockenturm

Die erste Erwähnung eines Dorfes Malkowitz erfolgte im Jahre 1307 im Zusammenhang mit einem bischöflichen Lehnsmann Hodislav von Malkowitz. Es ist nicht feststellbar, ob dieser in Moravské Málkovice oder im nahegelegenen Bohaté Málkovice ansässig war. Gesichert gilt als ältester Nachweis des Ortes eine Erwähnung im Zusammenhang mit Unko von Malkowitz aus dem Jahre 1337. Das Dorf wurde im 15. Jahrhundert an die Burgherrschaft Orlov angeschlossen. 1490 überschrieb der Großmeister des Johanniterordens, Johann von Schwanberg, die wüste Burg Orlov mit dem Städtchen Eiwanowitz und den Dörfern Orlovice, Hoštice, Medlovice und Malkovice sowie den Höfen Malkovice und Janov dem Administrator des Bistums Olmütz, Johann Filipec. Nach dem Untergang der Burg entstand in Malkowitz eine Feste. Deren Besitzer, Peter Praschma vom Belkow, vermachte die Güter in Malkowitz und Orlowitz 1578 an Heinrich Pšovlcký von Mukodel. Die Führung von Grundbüchern begann im Jahre 1807.
Nach der Aufhebung der Patrimonialherrschaften bildete Malkovice/Malkowitz ab 1850 eine Gemeinde in der Bezirkshauptmannschaft Wischau. 1884 entstand eine einklassige Dorfschule. Zum Ende des 19. Jahrhunderts wurde der Ort zur Unterscheidung von Německé Malkovice als Moravské Malkovice bezeichnet. Seit 1923 führt die Gemeinde den Namen Bohaté Málkovice. Zwischen 1948 und 1960 war Bohaté Málkovice dem Okres Bučovice zugeordnet und kam mit Beginn des Jahres 1961 zum Okres Vyškov zurück.

## Gemeindegliederung
Für die Gemeinde Moravské Málkovice sind keine Ortsteile ausgewiesen.

## Sehenswürdigkeiten
- Glockenturm am Dorfplatz, errichtet zu Beginn des 19. Jahrhunderts
- Naturdenkmale Nad Medlovickým potokem und Roznitál, östlich des Dorfes
- Badesee, südlich des Dorfes, angelegt im Jahre 1950
- Dělnický dům, erbaut 1930–1931